# Vent d'autan
Pour les articles homonymes, voir Vent (homonymie) et R D'Autan.
Le vent d'autan  est un vent soufflant dans le sud/sud-ouest de la France, en provenance du sud-est, affectant la partie orientale du bassin aquitain et le sud-ouest du Massif central. On dit de lui, dans les régions où il souffle — c'est-à-dire principalement le Midi Toulousain et le Haut Languedoc —, « qu'il peut rendre fou ». Il est également surnommé « vent du diable » par les paysans car ses rafales peuvent détruire les récoltes. Il souffle à l'opposé du vent nommé tramontane,.

## Étymologie
Autan vient de l'occitan autan (prononcé aw-ta)[réf. souhaitée], issu lui-même du latin altanus qui signifie « vent de la haute mer ». Il semble que l'esprit du mot latin soit resté longtemps imprégné en occitan médiéval, au XVIe siècle, quand le français emprunte le mot, il signifie « vent du sud-est », qui est la direction de la mer.

## Caractéristiques
Il souffle principalement sur le sud du Tarn et du Lauragais à la région toulousaine, mais sa zone d'influence est plus vaste. Elle couvre 35 000 km2. Ainsi, il souffle également dans le reste du Tarn, l'ouest de l'Aveyron, l'est du Gers, l'est du Tarn-et-Garonne, le Quercy et l'Agenais mais de façon plus atténuée et moins fréquente.
Dans l'ensemble des zones précitées, l'autan est présent sur les hauteurs exposées, ainsi que sur les causses et plateaux, et dans les zones de resserrement bien orientées (vallée du Thoré et Lauragais) où il se renforce naturellement par effet Venturi et peut se révéler très turbulent. Il était jadis le vent des moulins à vent dans le Lauragais et les plateaux du Quercy.
On entend souvent parler de Toulouse, du Lauragais et de Castres concernant le vent d'autan, car il y est le plus fréquent et souffle avec le plus de force. On y rencontre ainsi jusqu'à 80-90 jours de vent d'autan par an. Dans cette zone, il est souvent caractérisé par une turbulence remarquable à cause des accélérations que le vent subit en s'engouffrant dans le véritable goulet d'étranglement du Lauragais, constitué par les Pyrénées (Corbières et premières hauteurs ariégeoises) et le Massif central (Montagne Noire). L'autre goulet est constitué par la vallée du Thoré entre les Monts de Lacaune et la Montagne Noire.
Le vent d'autan est la prolongation du vent marin ou Marin ainsi appelé du littoral méditerranéen à Carcassonne (voire Castelnaudary). Coincé entre les Pyrénées et la Montagne Noire, l'air venant de la Méditerranée se retrouve accéléré. Ce phénomène est renforcé par l'effet de foehn pyrénéen qui provoque une couche d'air frais retombant et bloquant dans les basses altitudes le vent d'autan. Au passage du seuil de Naurouze, le point le plus resserré, le vent subit une dépression déclenchant de nombreuses turbulences violentes, avec des tourbillons et des irrégularités dans sa vitesse.
Sa vitesse moyenne est comprise entre 30 et 40 km/h mais il peut atteindre les 100 km/h ou plus en rafales (122 km/h mesurés à Toulouse le 14 avril 2003 ainsi que le 19 octobre 2012).
Le goulet d'étranglement entre les deux massifs montagneux crée un véritable courant d'air puissant, si bien que le vent marin (vent d'autan = « vent du large ») est littéralement propulsé depuis le Lauragais jusqu'à la région toulousaine. Dans cette zone, l'autan est donc un vent assez humide. En outre, la température de l'autan dépend de la température de la mer Méditerranée. Le vent d'autan dans cette zone est donc très frais et très désagréable en hiver et au tout début du printemps, frais le reste du printemps et la fin de l'automne, doux une bonne partie de l'automne, et enfin doux à chaud en été. Dans cette zone, l'autan limite fortement les températures maximales, telle que le ferait une brise marine. Par une vue d'esprit, on pourrait dire que l'autan est une brise marine s'étendant jusqu'au Toulousain.
Par contre, dans le reste de la zone d'influence de l'autan (Quercy, Rouergue, Agenais) il est plus doux et agréable, et ce en toutes saisons. En effet, le vent marin rencontre des reliefs (la Montagne Noire en particulier) et donc la masse d'air s'élève et souvent engendre des précipitations sur leurs versants sud et sud-est. Donc par effet de fœhn, à altitude égale, l'air est plus doux et plus sec en aval des reliefs (versants nord et nord-ouest. En outre, comme le temps peut être partiellement ensoleillé dans cette configuration, le réchauffement diurne est plus marqué. On note que plus l'on se dirige vers le nord-ouest de cette zone, plus le flux d'autan assèche la masse d'air.

## Distinction
On en distingue plusieurs formes :
- Tout d'abord la plus usuelle dite l'autan blanc dont la durée de souffle peut aller jusqu'à une semaine ; c'est un vent sec associé au beau temps ; frais en hiver, chaud en été, il provient de l'association entre une situation anticyclonique sur l'Europe de la Baltique et un front dépressionnaire situé sur le Portugal ;
- L'autre forme, moins fréquente, est l'autan noir, qui opère dans le prolongement d'un vent marin dont le taux d'humidité est très élevé, et le flux très marqué, permettant aux entrées maritimes méditerranéennes de s'affranchir des obstacles orographiques et de pénétrer dans la zone d'influence de l'autan : c'est un vent doux qui peut amener des précipitations. Sa durée de souffle n'excède généralement pas les deux jours ; il est lié à un régime dépressionnaire situé dans le golfe de Gascogne et se déplaçant vers le nord-est.

Selon les anciens, le vent d'autan souffle 1, 3 ou 6 jours, puis amène la pluie.

## Le vent d'autan rend-il fou?
Les croyances populaires affirment que ce vent irrégulier et assourdissant « rend fou, déclenche des maladies cardiaques et provoque les accouchements. À la suite d'études scientifiques, il a été mis en corrélation l'augmentation de certaines maladies et les périodes de vent d'autan [réf. nécessaire]. Aucune explication correcte n'est donnée à cette concordance malgré les hypothèses avancées sur l'ionisation accrue de l'air lors des épisodes venteux : l'air serait plus électrique et pourrait ainsi déclencher des maladies cardiaques et autres. Il est cependant admis par tous les scientifiques que le bruit créé par les rafales de vent peut rendre irritables certaines personnes, pouvant même les pousser jusqu'à la « folie ». Également, le stress lié à un vent fort et prolongé peut engendrer des problèmes cardiaques et tout type de maladies liées au stress ».

## Proverbes
- Quand l'auta bufa, los fats d'Albi dansan : Quand l'autan souffle, les fous d'Albi dansent.
- L'auta es pas cassaire, es pas pescaire, es pas femnejaire : L'autan n'est pas chasseur, n'est pas pêcheur, n'est pas coureur de jupons.
- Lo vent d'auta a una filha a Montalba, pòt pas anar la quere sens la far plorar : Le vent d’autan a une fille à Montauban, il ne peut pas aller la chercher sans la faire pleurer.